# Pulsstrom
Ein Pulsstrom ist eine Form des elektrischen Stroms, die aus einzelnen Pulssequenzen besteht. Diese können sowohl anodische als auch kathodische Ströme sein sowie Pulspausen enthalten. Pulströme werden durch Pulsgleichrichter oder Potentio- bzw. Galvanostaten erzeugt.
Eingesetzt werden Pulströme zur elektrolytischen Abscheidung (Elektrolyse) von Metallen. Hierbei ist das Abscheiden mit gepulsten Strömen eine Weiterentwicklung der Gleichstrom-Verfahren. Da ein Abscheiden kathodische Ströme erfordert, überwiegt der kathodische Anteil der Pulse beim Abscheiden.
Mit gepulsten Strömen kann auch elektrochemisch abgetragen werden. In diesen Fällen überwiegt der anodische Stromanteil. Derartige Verfahren lassen sich für das Elektropolieren einsetzen.
Verschiedene Pulsformen werden eingesetzt, u. a. Rechteckpulse. Die Beschreibung erfolgt in diesem Fall u. a. durch Pulsstromstärke oder -spannung, Pulsdauer bzw. Pulsfrequenz.